# 송클라 FC
송클라 FC(태국어 สโมสรฟุตบอลจัง หวัดสงขลา)는 태국 남부에 위치한 주 송클라주 주에 연고를 둔 태국의 세미 프로 축구 클럽이다. 현재 타이 리그 3 지역 리그에 소속되어 있다.